# Eurygryllodes yoothapina
Eurygryllodes yoothapina är en insektsart som beskrevs av Otte, D. och R.D. Alexander 1983. Eurygryllodes yoothapina ingår i släktet Eurygryllodes och familjen syrsor. Inga underarter finns listade i Catalogue of Life.